# Sarpsborg FK
A Sarpsborg FK egy norvég labdarúgócsapat, amely jelenleg az ötödosztályban szerepel. A klubot 1903. augusztus 8-án alapították, Sarpsborg városában. A klub színei a fehér és a kék, a csapat hazai pályán a Kurland kunstgressben játszik. A klub 1937 és 1974 között nagyrészt az első osztályban szerepelt.

## Sikerek
Eliteserien
- Bronzérmes (1): 1964

Norvég Kupa
- Győztes (6): 1917, 1929, 1939, 1948, 1949, 1951
- Ezüstérmes (6): 1906, 1907, 1925, 1934, 1935, 1964

## A nemzetközi kupasorozatokban
| Szezon  | Kupasorozat         | Forduló | Ellenfél     | Hazai pályán elért eredmény | Idegenben elért eredmény | Összesített eredmény |  |
| ------- | ------------------- | ------- | ------------ | --------------------------- | ------------------------ | -------------------- |  |
| 1970–71 | Vásárvárosok kupája | 1. kör  | Leeds United | 0–1                         | 0–5                      | 0–6                  |  |

## Fordítás
Ez a szócikk részben vagy egészben  a   Sarpsborg FK című angol Wikipédia-szócikk fordításán alapul.  Az eredeti cikk szerkesztőit annak laptörténete sorolja fel. Ez a jelzés csupán a megfogalmazás eredetét és a szerzői jogokat jelzi, nem szolgál a cikkben szereplő információk forrásmegjelöléseként.

## Külső hivatkozások
- A klub weboldala
- A Norvég Labdarúgó Szövetség honlapján